# Miranda Sensorex
Le Miranda Sensorex est un appareil photographique reflex mono-objectif 50 mm argentique fabriqué par la marque japonaise Miranda Camera Company de 1966 à 1972. Le Sensorex est lancé en 1966 pour un public semi-professionnel, il est le vaisseau amiral de la marque lors de son lancement et cherche à concurrencer le Nikon F ou le Topcon RE Super, mais à un prix assez inférieur. Il permet de monter des objectifs pourvus de la monture Miranda Auto (à baïonnette) ou à vis de diamètre 44 mm. Il est possible de monter différents systèmes de visée à la place du pentaprisme traditionnel, autorisant par exemple la visée poitrine tout en gardant fonctionnel le posemètre et la mise au point par le verre de visée. Il existe 7 versions du Sensorex, très proches dans les fonctionnalités.

## Historique de conception et contexte
Au milieu des années 1960, Miranda cherche à fabriquer un appareil reflex mono-objectif afin de battre le fer avec Nikon et son modèle F sorti en 1959 et Topcon avec son RE Super lancé en 1963. Miranda veut proposer un boîtier cependant moins cher que les deux appareils déjà présents sur le marché professionnel. À l'époque, d'autres marques comme Canon ou Minolta proposent bien sûr des reflex, mais ils ne possèdent pas l'option du pentaprisme interchangeable ou la mesure TTL à pleine ouverture. Miranda s'attaque à ce marché restreint en proposant un appareil polyvalent à un prix très abordable.

## Défauts de conception ou causés par le vieillissement
- Détérioration classique des joints de lumière insérés dans des gouttières à l'arrière du boîtier. Ils permettent, quand ils sont en bon état, une étanchéité à la lumière qui pourrait exposer la pellicule et créer des artefacts. Comme c'est le cas pour la très grande majorité des appareils possédant ce type de joints, il est possible de les remplacer (soi-même ou par un spécialiste) pour un budget limité.
- Si la batterie au mercure est restée trop longtemps dans son logement, cela peut occasionner une oxydation plus ou moins forte des contacts.

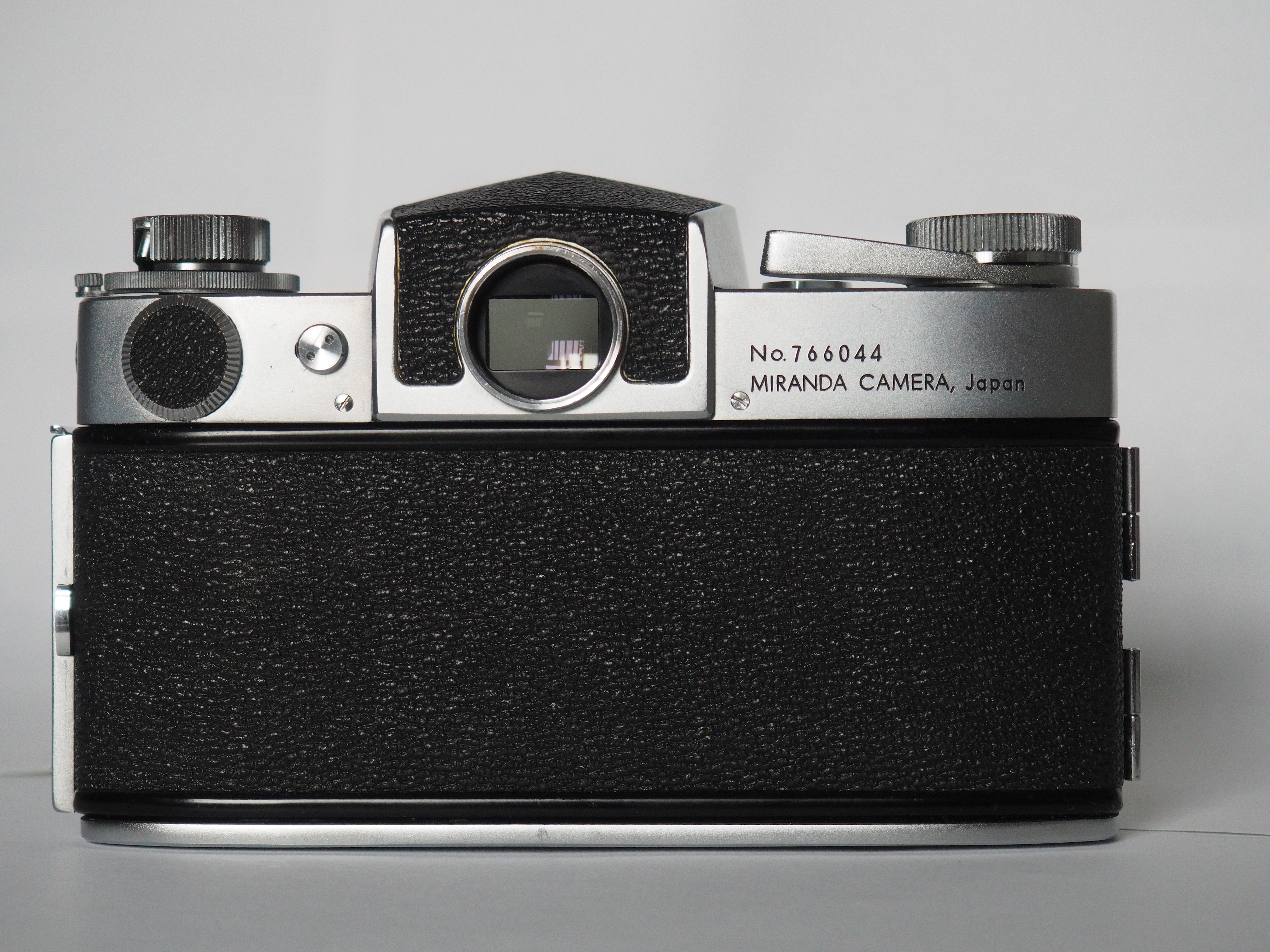
Miranda Sensorex vu de dos.
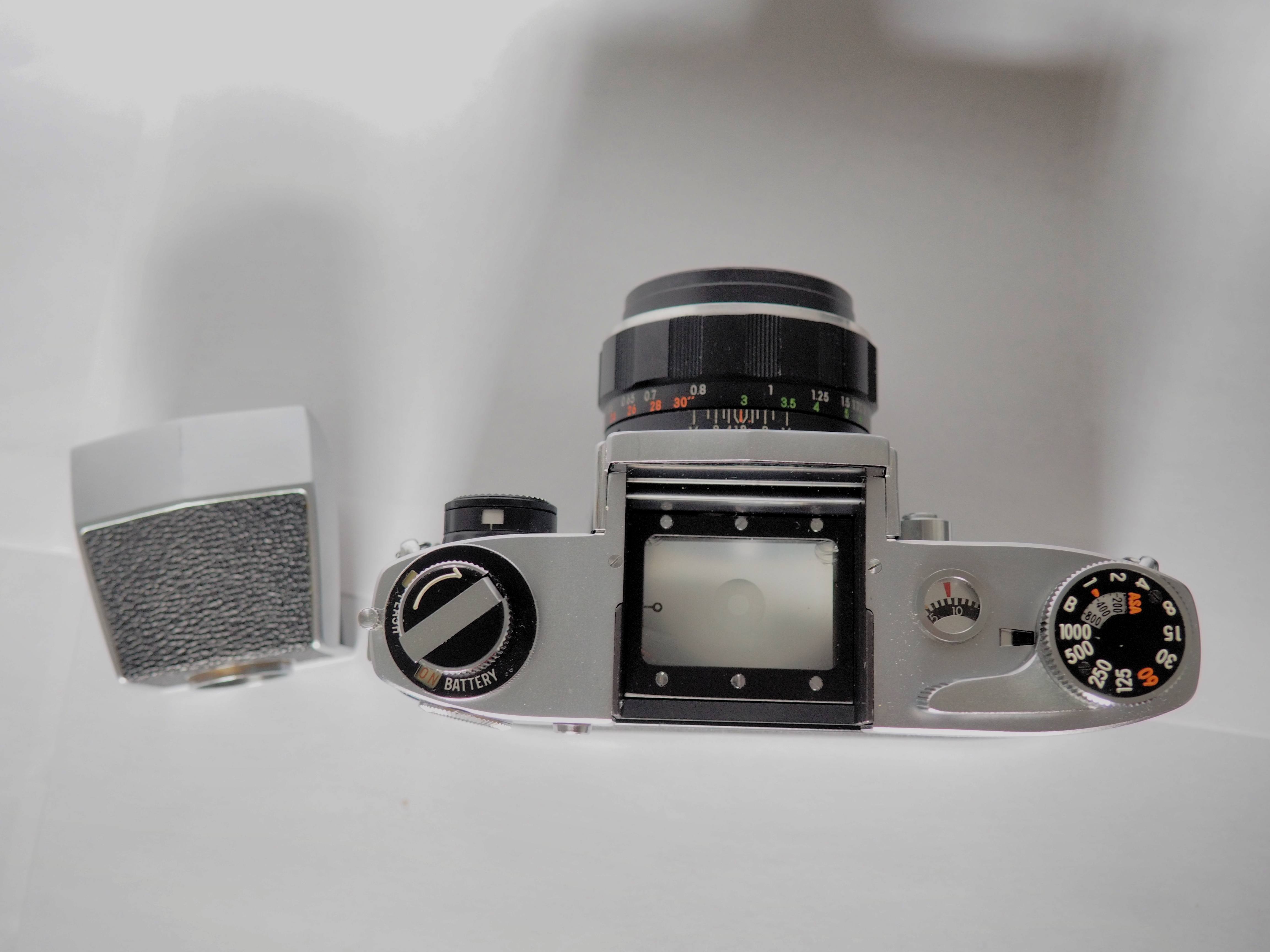
Le Miranda Sensorex permet d'enlever le pentaprisme pour faire la mise au point directement via le verre de visée.
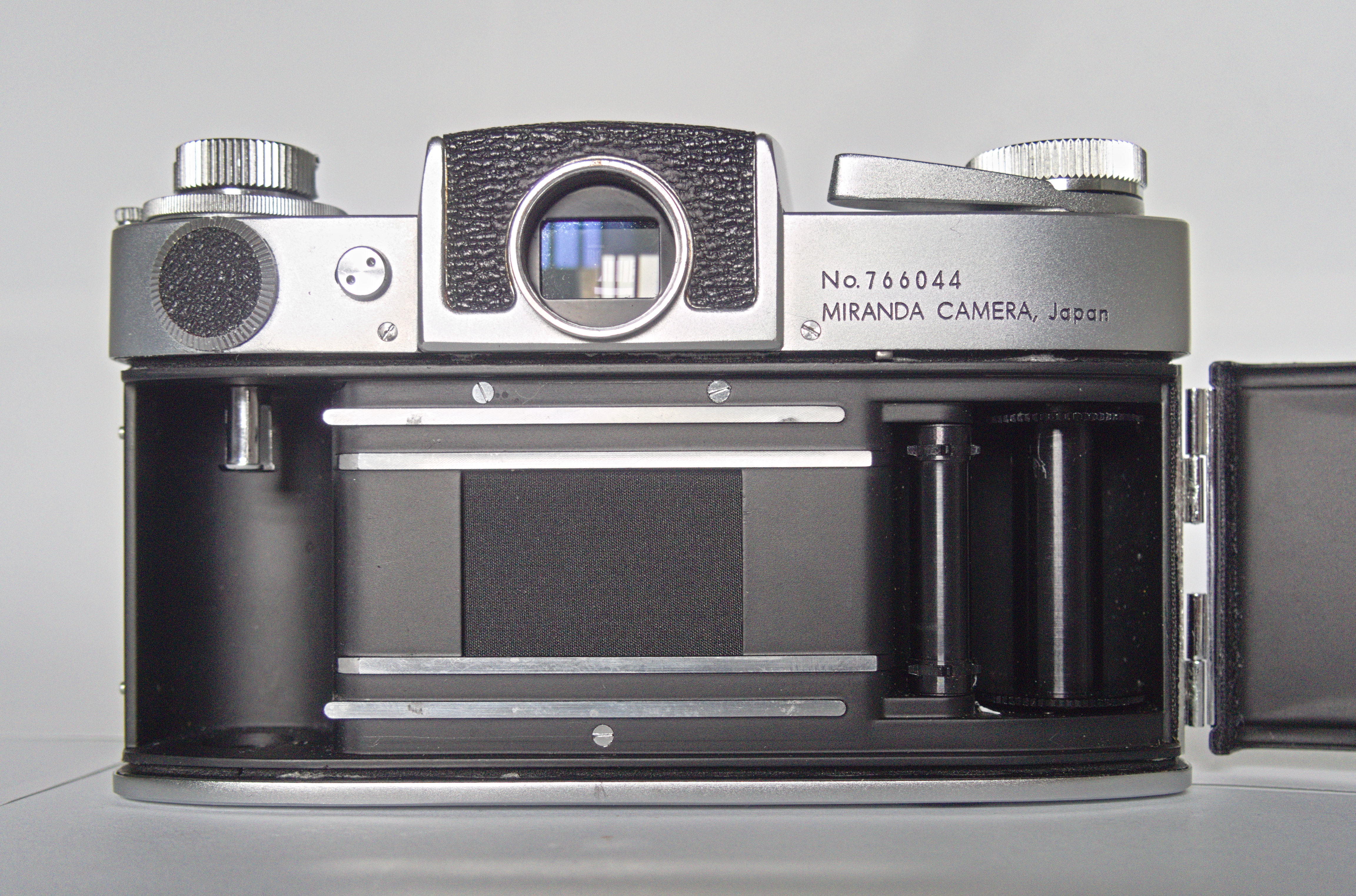
Chambre de la pellicule d'un Miranda Sensorex

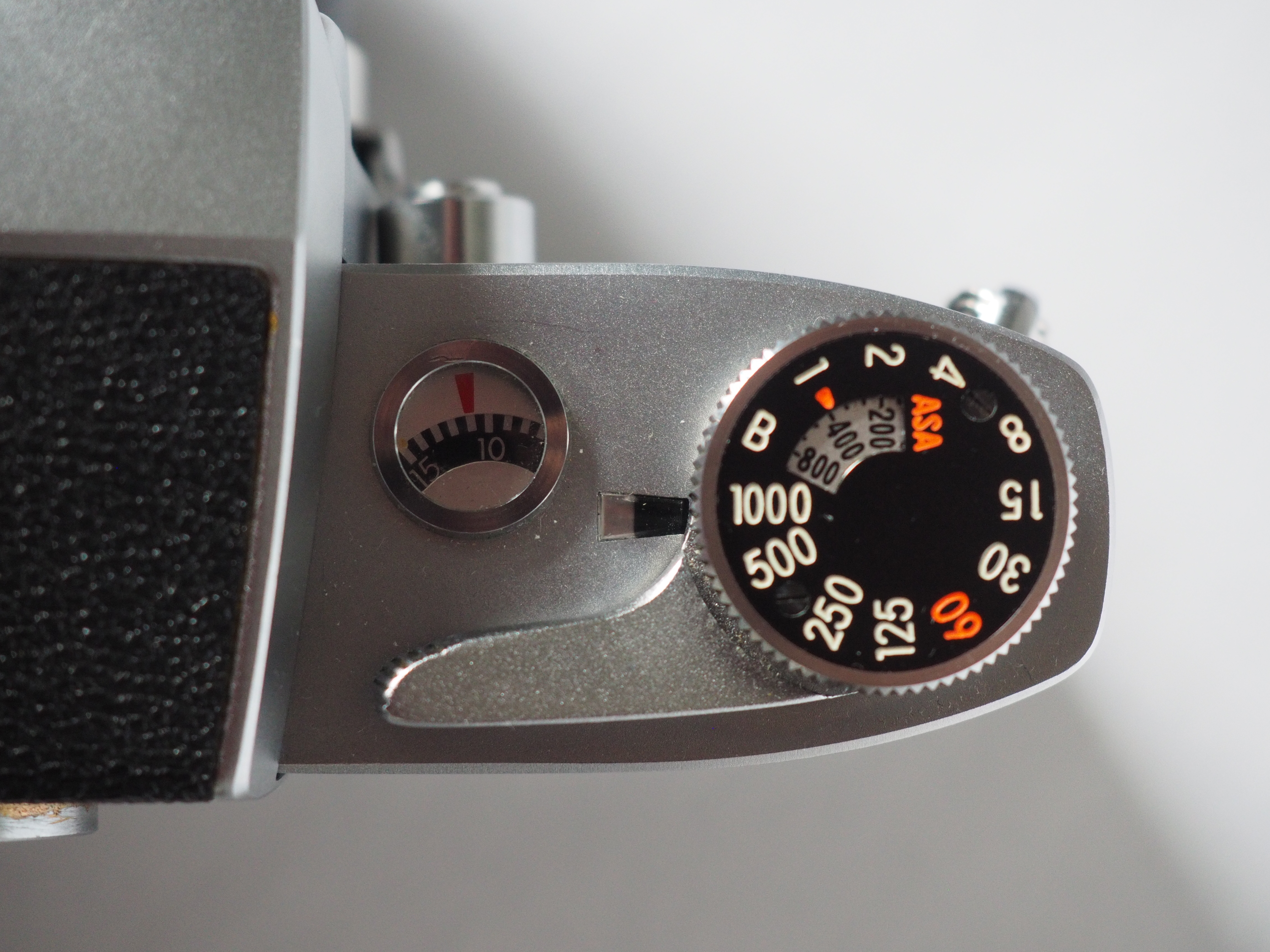
Côté droit du dessus d'un Miranda Sensorex
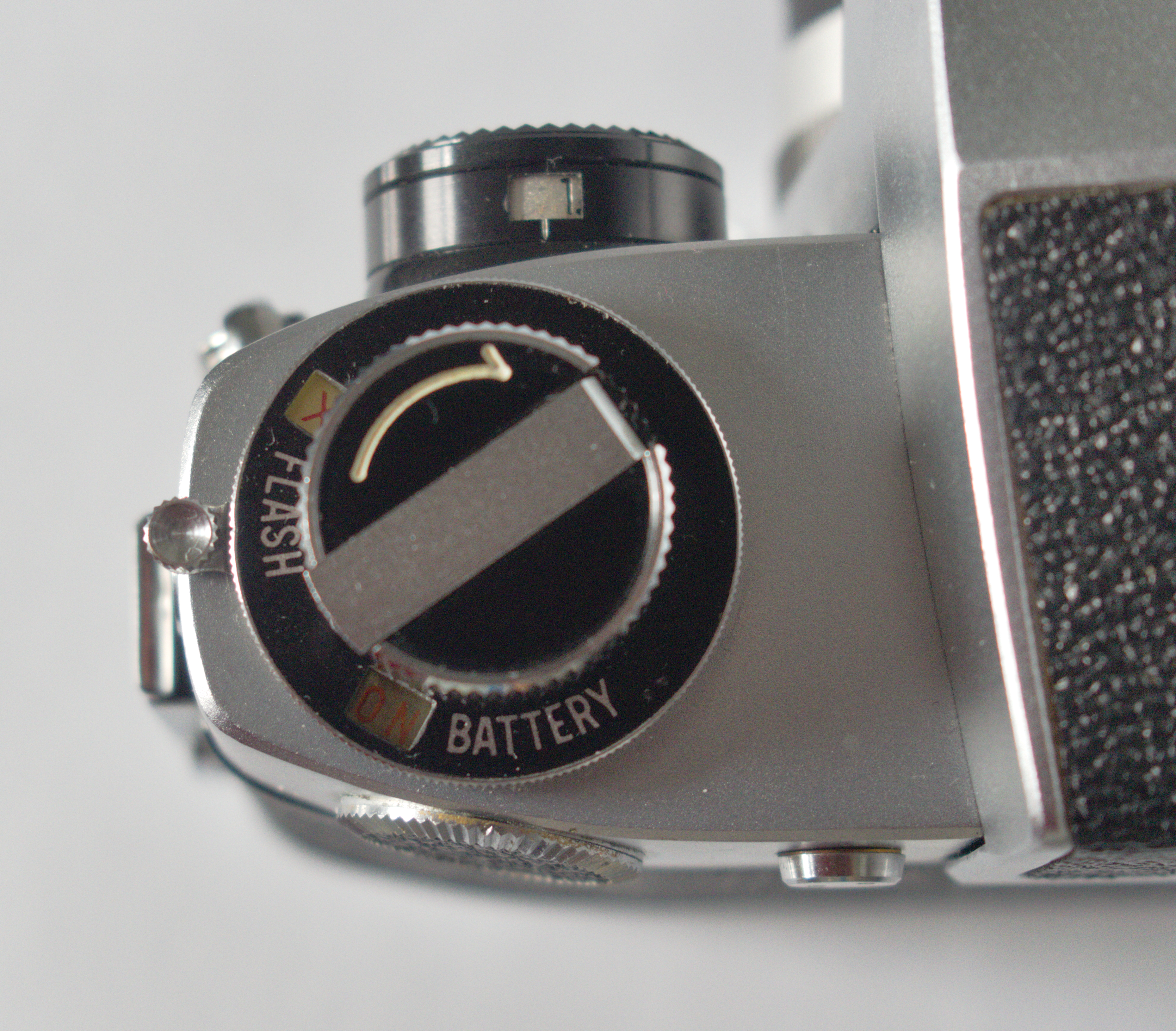
Côté gauche d'un Miranda Sensorex
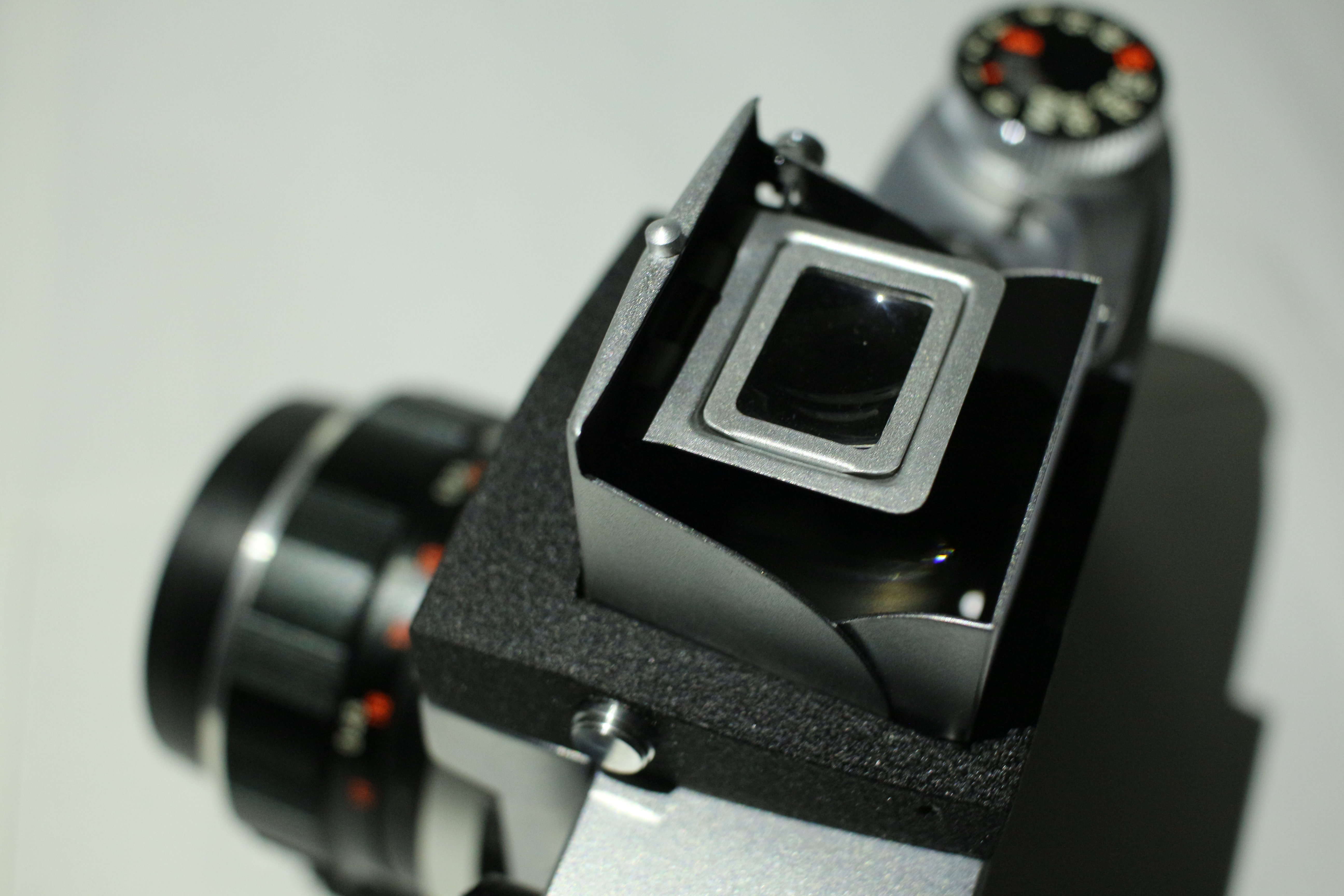
Le Miranda Sensorex peut être équipé du viseur VF-1 afin de réaliser la visée poitrine en étant aidé d'une loupe (rétractable) pour faciliter la mise au point.